# 阿纳涅夫卡河
阿纳涅夫卡河（俄语：Река Ананьевка），前称大二道沟河（俄语：Река Эльдуга Большая），是滨海边疆区的河流，发源于巴尔哈托纳亚山，在绥芬河河口1公里处注入绥芬河。长45公里，流域面积238平方公里，深最多0.7米，流量0.85米每秒。上游河谷宽100到200米，中游河谷宽可达2公里，深达3米。1972年更为现名。

## 引用
1. ↑  .   [2018-12-28]. （原始内容存档于2013-12-04）.
2. ↑  А·П·穆拉诺夫. . 列宁格勒: 气象出版社. 1966 （俄语）.
3. ↑  . 列宁格勒: 气象出版社 （俄语）.
4. ↑  Т·А·基谢尔科瓦娅. . 列宁格勒: 气象出版社. 1977 （俄语）.
5. ↑   (PDF). www.vladcity.com. （原始内容 (PDF)存档于2011-07-17）.